# 사로잡힌 영혼
《사로잡힌 영혼》은 KBS 1TV에서 1988년 3월 5일부터 1988년 3월 6일까지 방영된 창사 15주년 기념 특집 드라마이며, 조선 말기의 화가 장승업의 일대기를 그렸다.

## 등장인물
- 기정수
- 김갑수 : 주지승 역
- 김성겸 : 장승업 역
- 이낙훈
- 신구 : 고종 역
- 김영애
- 이낙훈
- 김봉근
- 임선택
- 장정희
- 안병경
- 봉혜선
- 양재성
- 김창봉
- 황범식
- 박용식

## 수상
- 1988년 제3회 KBS 우수프로그램 평가상 작품상
- 1988년 제15회 한국방송대상 음악상(박범훈)[3]
- 1989년 제23회 백상예술대상 TV부문 작품상